# جبريل فون ماكس

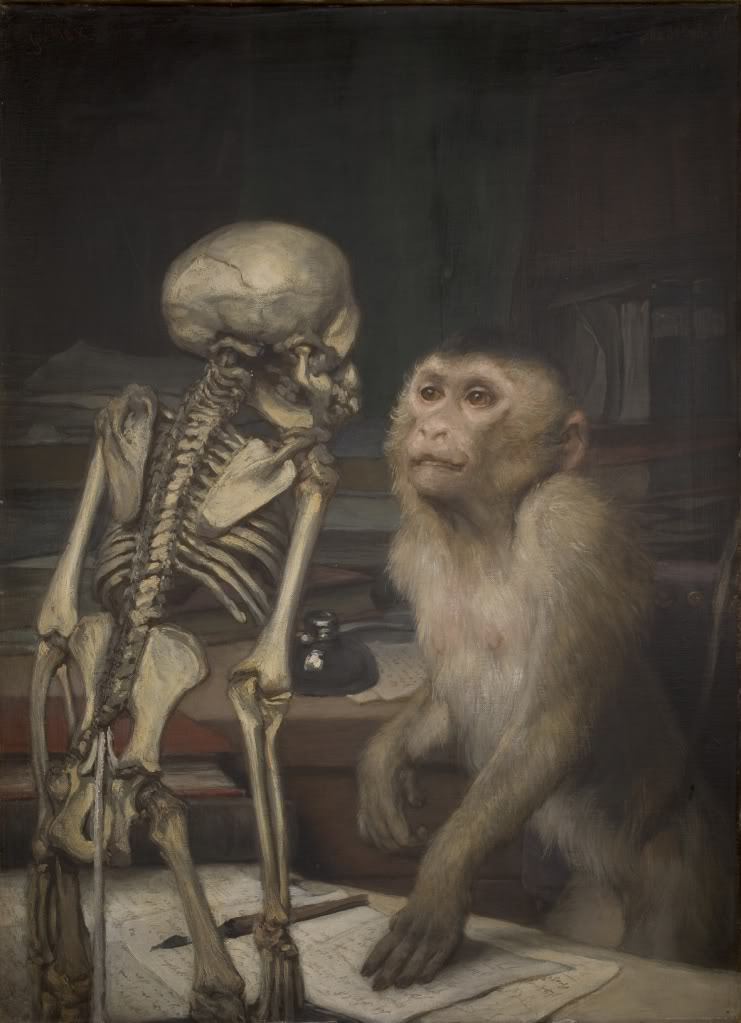
قرد أمام هيكل عظمي بريشة جبريل فون ماكس من حوالي عام 1900

جبريل فون ماكس (بالألمانية: Gabriel von Max)‏ هو تربوي ورسام نمساوي وألماني، ولد في 23 أغسطس 1840 في براغ في التشيك، وتوفي في 24 نوفمبر 1915 في ميونخ في ألمانيا. من أشهر أعماله لوحة قرد أمام هيكل عظمي رسمها سنة 1900.